# Hess (Beleuchtung)

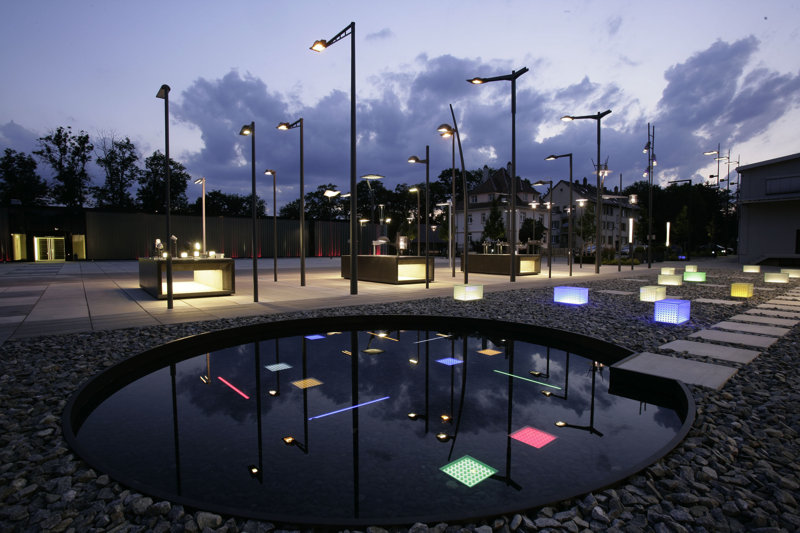
Hauptsitz der Hess AG in Villingen-Schwenningen

Die Hess AG war ursprünglich ein mittelständisches Unternehmen der Leuchtenindustrie. Aus dieser AG ist die Hess GmbH Licht + Form hervorgegangen, die am Firmensitz in Villingen-Schwenningen Leuchten und Stadtmobiliar herstellt. Das Unternehmen produziert und vertreibt Straßenleuchten, Architekturlicht, Bodeneinbauleuchten für den Einsatz im Innen- und Außenraum sowie Stadtmobiliar, mit Planung und Umsetzung im Öffentlichen Raum.

## Geschichte
Am Stammsitz in Villingen-Schwenningen fertigt Hess seit 1974 Leuchten. Die Wurzeln des Unternehmens reichen zurück bis ins Jahr 1947, als Willi Hess, der Vater von Jürgen G. Hess, die Willi Hess KG Eisen- und Metallgießerei gründete. In den Anfängen wurden im Sandgussverfahren Gussteile für die heimische Industrie hergestellt. Den Weg zu eigenen Produkten fand Hess Ende der 1970er Jahre durch die Herstellung von historischen Straßenleuchten, die dem Nostalgie-Empfinden jener Zeit Rechnung trugen.
Mit der Aufnahme der Stahlverarbeitung im Jahr 1986, der Entwicklung eigener Lichttechnik und der Zusammenarbeit mit Designern legte Jürgen G. Hess den Grundstein für die heutige Ausrichtung des Unternehmens. Seit dem Jahr 2003 wurden auch Produkte mit LED-Technologie entwickelt. Diese finden verstärkt Einsatz in der Außenbeleuchtung. Bis 2007 firmierte die Gesellschaft als Hess Form + Licht GmbH, nach der Umfirmierung in Hess AG führte Christoph Hess das Unternehmen in dritter Generation. Seit 2007 gehörte der Leuchtenhersteller Vulkan zur Hess-Gruppe.
Im März 2012 baute die Hess AG ihre in 2009 erworbene Beteiligung an der emdelight GmbH mit Sitz in Frankfurt auf 100 % aus. Gleichzeitig wurde Thomas Emde neues Mitglied der Geschäftsleitung der Hess AG. Christoph Hess erhoffte sich von dieser Übernahme (Emdeligent, Emdelight, Emdeoled) den Eintritt in den lukrativen Zukunftsmarkt der intelligenten LED-Straßen- und Gebäudebeleuchtung.
Im neuen Hess-LED-Entwicklungszentrum in Löbau wurde seit Übernahme der Emdelight intensiv an der Weiterentwicklung der LED-Technologie gearbeitet. Das angestrebte wachsende Engagement im Projektgeschäft über die Emdelight führte Hess auch als Argument für die Verschuldung des Unternehmens an: Gerade hier müsse man „stark vorfinanzieren“. Bereits 2013 wurde über die emdelight GmbH sowie die weiteren Unternehmen der Emdelight-Gruppe das Insolvenzverfahren eröffnet.
Aufgrund des Verdachts von Bilanzmanipulation berief der Aufsichtsrat im Januar 2013 die Vorstände Christoph Hess (CEO) und Peter Ziegler (CFO) ab und setzte Till Becker als neuen CEO ein. Die Schwerpunktstaatsanwaltschaft für Wirtschaftskriminalität in Mannheim begann kurz darauf mit Ermittlungen.
Am 13. Februar 2013 beantragten auch die Hess AG und die Tochtergesellschaft Hess Lichttechnik GmbH die Eröffnung eines Insolvenzverfahrens. Am 28. Februar 2013 wurde der Alleinvorstand Till Becker durch Andreas R. Budde abgelöst. Die Ermittlungen der Staatsanwaltschaft waren bereits auf weitere Tatbestände und Personen ausgedehnt worden.
Mit Wirkung zum 14. März 2013 wurde die Tochtergesellschaft Vulkan an die niederländische Finanzinvestorengruppe Nordeon verkauft.
Nachdem sich die Vorwürfe der Wirtschaftskriminalität erhärteten, entschied der Insolvenzverwalter, die Unternehmensgruppe Hess in Form eines Asset Deals zu zerschlagen. Das Kerngeschäft mit der Entwicklung und der Produktion wurde in die im September 2013 gegründete Hess GmbH Licht + Form mit Sitz in Villingen-Schwenningen (Handelsregister Freiburg Nr. HRB 710428) ausgelagert und wird dort weitergeführt. Diese Firma ist nicht zu verwechseln mit der in Hess GmbH Licht + Form Abwicklungsgesellschaft umbenannten Hess GmbH Licht + Form, ebenfalls mit Sitz in Villingen-Schwenningen (Handelsregister Freiburg, HRB 709095), die im Mai 2013 durch Umbenennung der Hess Vertriebs GmbH entstand und zur Abwicklung des Altunternehmens dient. Die Hess AG blieb als leere Geschäftshülle ohne operative Geschäftsbereiche erhalten, die durch den Insolvenzverwalter liquidiert wird.
Das Werk Löbau/Sachsen war zum 31. August 2013 geschlossen und allen 80 Mitarbeiter gekündigt worden.
Nordeon übernahm zum 1. Oktober 2013 auch das noch verbliebene Geschäft der Hess AG in Form der neuen Hess GmbH Licht + Form einschließlich aller für den Geschäftsbetrieb notwendigen Vermögenswerte in Villingen-Schwenningen, die in Stockholm ansässige Vertriebsgesellschaft sowie den US-Produktionsstandort in Gaffney. Die Stellen der insgesamt 180 Mitarbeiter am Hauptsitz sollten dabei erhalten bleiben.

## Unternehmensinformationen
Hess produzierte an zwei Standorten: Am Hauptsitz in Villingen und in Gaffney (USA). Im Geschäftsjahr 2011 betrug der Umsatz 68 Mio. Euro. Die Produkte wurden in über 50 Länder weltweit exportiert. In Frankreich wie auch in Italien, Spanien, Österreich, Belgien, Schweden, Dänemark, China, Portugal, Australien, Singapur und in den USA verfügte die Hess AG über eigene Vertriebsgesellschaften.
Die Hess AG wurde 2010 vom Manager Magazin in die Riege der 1.000 Weltmarktführer in Deutschland aufgenommen. Die Studie führt die tausend größten deutschen Unternehmen auf, die weltweit in ihrem Markt oder Marktsegment zu den drei internationalen Marktführern gehören.

### Projekte
Hess beleuchtet unter anderem die Walt Disney Concert Hall in Los Angeles, den San Francisco International Airport und das Tjibaou-Kulturzentrum in Neukaledonien. Auch der Yachthafen in Monaco, die Fulton Street Mall in New York, der Public-Viewing-Bereich das olympische Dorf in Peking und das Außengelände der Donbass Arena in Donezk, Ukraine, werden von Hess beleuchtet. Projekte im Nahen Osten waren das Wadi Hanifa, das Tal vor der saudi-arabischen Hauptstadt Riad, und die größte Moschee der Vereinigten Arabischen Emirate, Scheich-Zayid-Moschee in Abu Dhabi mit Platz für 40.000 Menschen. In Deutschland beleuchtet Hess beispielsweise die Mercedes-Benz-Arena in Berlin, die SAP Arena in Mannheim, die Köln-Arena in Köln, den Postplatz in Dresden, die ADAC-Zentrale in München sowie Straßen und Plätze der Innenstadt von Stuttgart.

## Kulturelles Engagement

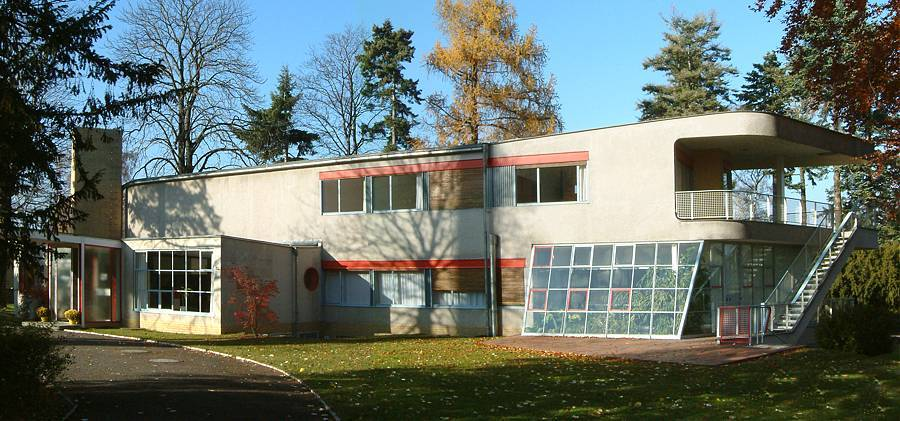
Haus Schminke (Südansicht, Hauseingang)

In der sächsischen Stadt Löbau, einem der ehemaligen Produktionsstandorte von Hess, steht mit dem 1932/1933 vom Architekten Hans Scharoun (1873–1972) errichteten Fabrikantenwohnhaus Haus Schminke eine der bedeutendsten deutschen Architekturschöpfungen der Zwischenkriegszeit.
Im Jahr 1993 ging das Haus in das Eigentum der Stadt Löbau über, die das Kulturdenkmal in die am 24. Mai 2007 gegründete Stiftung Haus Schminke einbrachte. Diese Stiftung wurde gemeinsam von der Hess AG und der Stadt gegründet und im Mai 2009 durch die Landesdirektion Dresden als rechtsfähig anerkannt. Heute ist durch das kulturelle Engagement dieser Leitbau der Moderne öffentlich zugänglich und wird dem Publikum in Führungen gezeigt.